# Fakulta chemické a potravinářské technologie Slovenské technické univerzity
Fakulta chemické a potravinářské technologie Slovenské technické univerzity (zkr. FCHPT STU) je jednou ze sedmi fakult Slovenské technické univerzity v Bratislavě.
Vznikla v roce 1940 zahájením činnosti Odboru chemickotechnologického inženýrství Slovenské vysoké školy technické (SVŠT). Fakulta má své specifické postavení jako jediná svého druhu na Slovensku. Zachycuje celý rozsah chemického, potravinářského, farmaceutického a spotřebního průmyslu včetně ekologie. Její současným děkanem je prof. Ing. Ján Šajbidor, DrSc.

## Hodnocení fakulty
Fakulta dlouhodobě obsazuje první příčku podle hodnocení Akademické rankingové a ratingové agentury ve skupině technických věd a fakult. Stalo se tak v letech 2005, 2006, 2007, 2008 2009, 2010, 2011 2012 a 2013.
Dosahuje nejlepší výsledky z chemickotechnologických fakult i ve srovnání s podobnými českými fakultami a dosahuje v rámci Slovenské fakult v rámci všech vysokých škol druhé místo v publikacích a první místo ve financování, což je uvedeno ve srovnávací zprávě českých a slovenských vysokých škol ARRA za rok 2009.

## Ústavy a oddělení
- Ústav analytické chemie Fakulty chemické a potravinářské technologie Slovenské technické univerzity
- Ústav anorganické chemie, technologie a materiálů Fakulty chemické a potravinářské technologie Slovenské technické univerzity
- Ústav biochemie, výživy a ochrany zdraví Fakulty chemické a potravinářské technologie Slovenské technické univerzity
- Ústav biotechnologie a potravinářství Fakulty chemické a potravinářské technologie Slovenské technické univerzity
- Ústav fyzikální chemie a chemické fyziky Fakulty chemické a potravinářské technologie Slovenské technické univerzity
- Ústav chemického a environmentálního inženýrství Fakulty chemické a potravinářské technologie Slovenské technické univerzity
- Ústav informatizace, automatizace a matematiky Fakulty chemické a potravinářské technologie Slovenské technické univerzity
- Ústav organické chemie, katalýzy a petrochemie Fakulty chemické a potravinářské technologie Slovenské technické univerzity
- Ústav přírodních a syntetických polymerů Fakulty chemické a potravinářské technologie Slovenské technické univerzity
- Oddělení jazyků
- Oddělení tělesné výchovy a sportu

## Pracoviště
- Výukový studijní centrum Humenné začalo v 2005 roce - činnost ukončena 31. 8. 2012 pro nízký zájem
- Slovenská chemická knihovna

## Děkani
Odbor chemickotechnologickému inženýrství (1940 - 1950)
1942/43 - 1946/47 -Profi. Ing. Teodor Krempaský
Funkcí pověřen v dubnu 1945,1949 / 50 - prof. RNDr. Rudolf Lukáč
1947/48 - 1948/49 - prof. RNDr. Juraj Gašperík, DrSc.
Chemická fakulta
Chemickotechnologické fakulty - od roku 1965
- 1950/1951 - prof. RNDr. Blahoslav Stehlík
- 1951/52 - 1955/56 - prof. Ing. František Kozma, DrSc.
- 1956/57 - 1959/60 - prof. Ing. Dr. techn. Dimitrij Ivančenko
- 1960/61 - 1963/64 - prof. Ing. Jozef Beniska, DrSc.
- 1964/65 - 1968/69 - prof. Ing. Dr. H.C. Anton Blažej, DrSc.
- 1969/70 - prof. Ing. Július Alexy, CSc.
- 1970/71 - 1972/73 - prof. Ing. Jaroslav Kováč, DrSc.
- 1973/74 - 1984/85 - prof. Ing. Antonín Lodes, CSc.
- 1985/86 - 1986/87 - prof. Ing. Ján Garaj, DrSc.
- 1987/88 - zimní semestr - prof. Ing. Ladislav Sormano, CSc.
- 1987/88 - letní semestr - 1991 -doc. Ing. Štefan Morávek, CSc.
- 1991 - 1994 - prof. Ing. Peter Pelikán, DrSc.
- 1994 - 2000 - prof. Ing. Milan Hronec, DrSc.
- 2000 - 2003 - prof. Ing. Vladimír Bales, DrSc.

Fakulta chemické a potravinářské technologie - od roku 2001
- 2003 - 2011 - prof. Ing. Dušan Bakoš, DrSc.
- 2011 - prof. Ing. Ján Šajbidor, DrSc.